# Eulasia analis
Eulasia analis es una especie de coleóptero de la familia Glaphyridae.

## Distribución geográfica
Habita en Uzbekistán, Tayikistán y  Turkmenistán.